# Basketbalteam van de Duitse Democratische Republiek (mannen)
Het Basketbalteam van de Duitse Democratische Republiek was een team van basketballers dat de Duitse Democratische Republiek (DDR; informeel: Oost-Duitsland) vertegenwoordigde in internationale wedstrijden. Deutscher Basketball Verband der DDR was verantwoordelijk voor het nationale team.

## Duitse Democratische Republiek tijdens internationale toernooien

### Eurobasket
- Eurobasket 1959: 14e
- Eurobasket 1961: 12e
- Eurobasket 1963: 6e
- Eurobasket 1965: 10e
- Eurobasket 1967: 14e
- Eurobasket 1973: niet gekwalificeerd